# アンリ・ジェルボー
アンリ・ジェルボーまたはヘンリー・ジェルボー（Henri Gerbault または Henry Gerbault または Jean Louis Armand Henri Gerbault、1863年6月24日 - 1930年10月19日）はフランスのイラストレーター、風刺漫画家、水彩画家である。

## 略歴

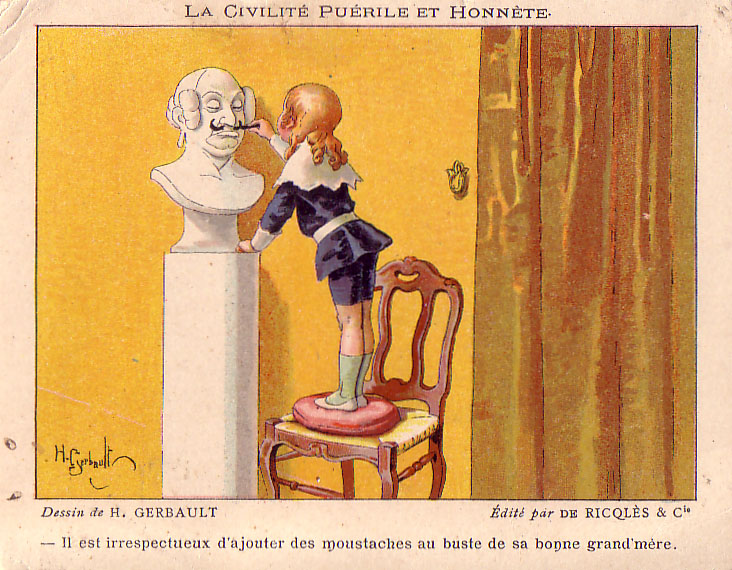
飲料メーカーの広告カード

オー＝ド＝セーヌ県のシャトネ＝マラブリーに生まれた。叔父に有名な詩人シュリ・プリュドムがいる。パリのエコール・デ・ボザールで画家のアンリ・ジェルベクスや彫刻家のポール・デュボアに学んだ。画家として成功しなかったが、漫画家・イラストレータに転じ、 「La Vie parisienne」、「Fantasio」「ル・リール」、「ジル・ブラス」、「Le Bon Vivant」、「 Le Frou-frou」、「ラシエット・オ・ブール」、「L'Art et la Mode」、「La Vie moderne」、「ル・モンド・イリュストレ」、「Lecture pour tous」に作品が掲載された。
ベル・エポックの時代のパリの女性や人々を風刺的に描くのを好んだ。多くの画集が出版された。
1912年から、妻の病気の療養のために引退し、海辺の町ロスコフに移り、地元の人々と暮らした。1930年にロスコフで没した。

## 主な作品

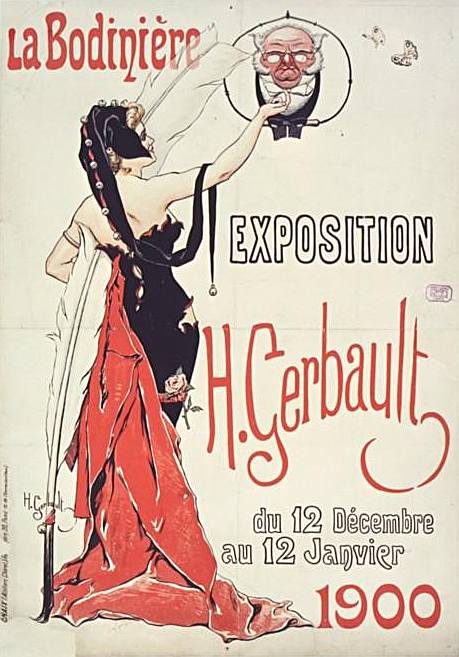
Bodinière劇場の展覧会ポスター
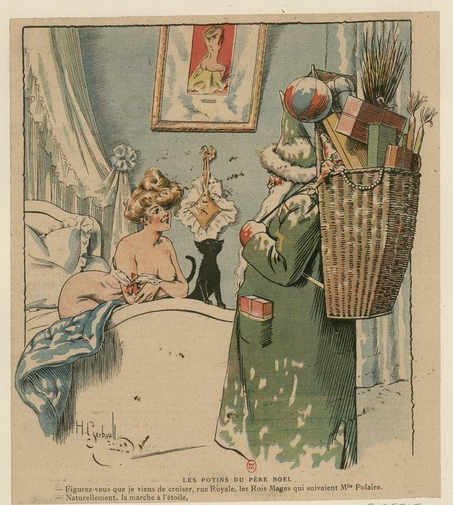
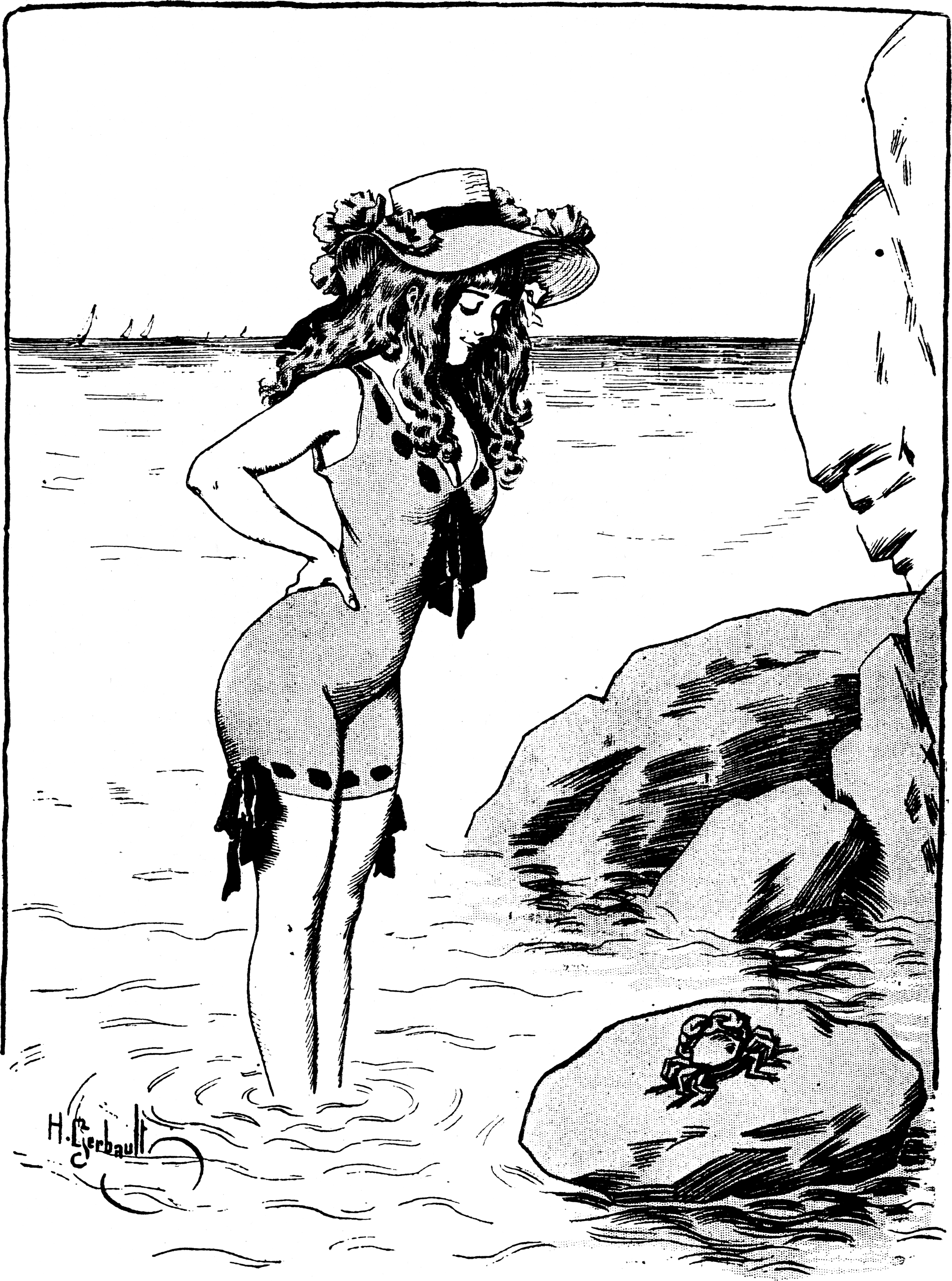
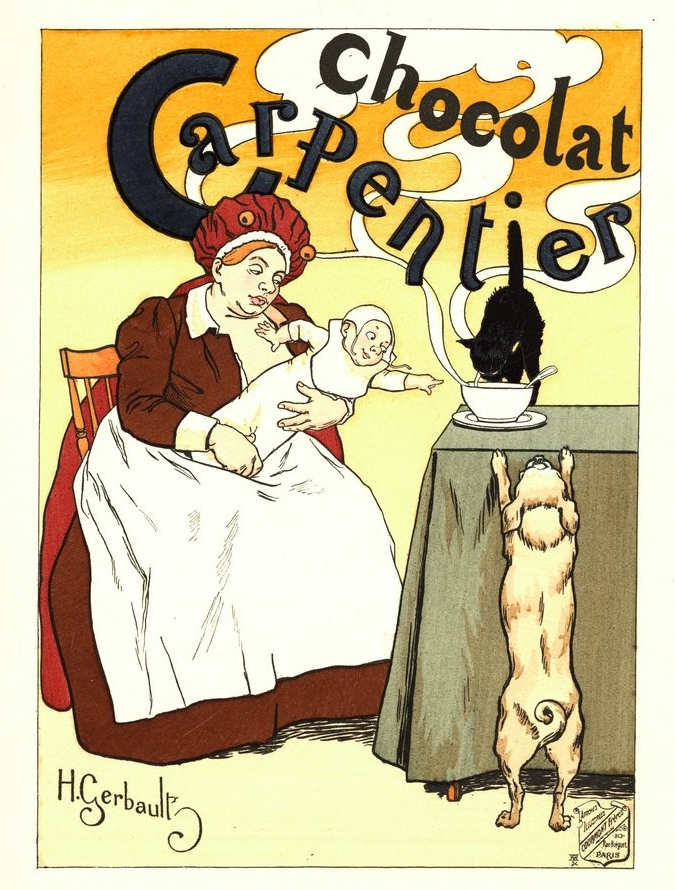
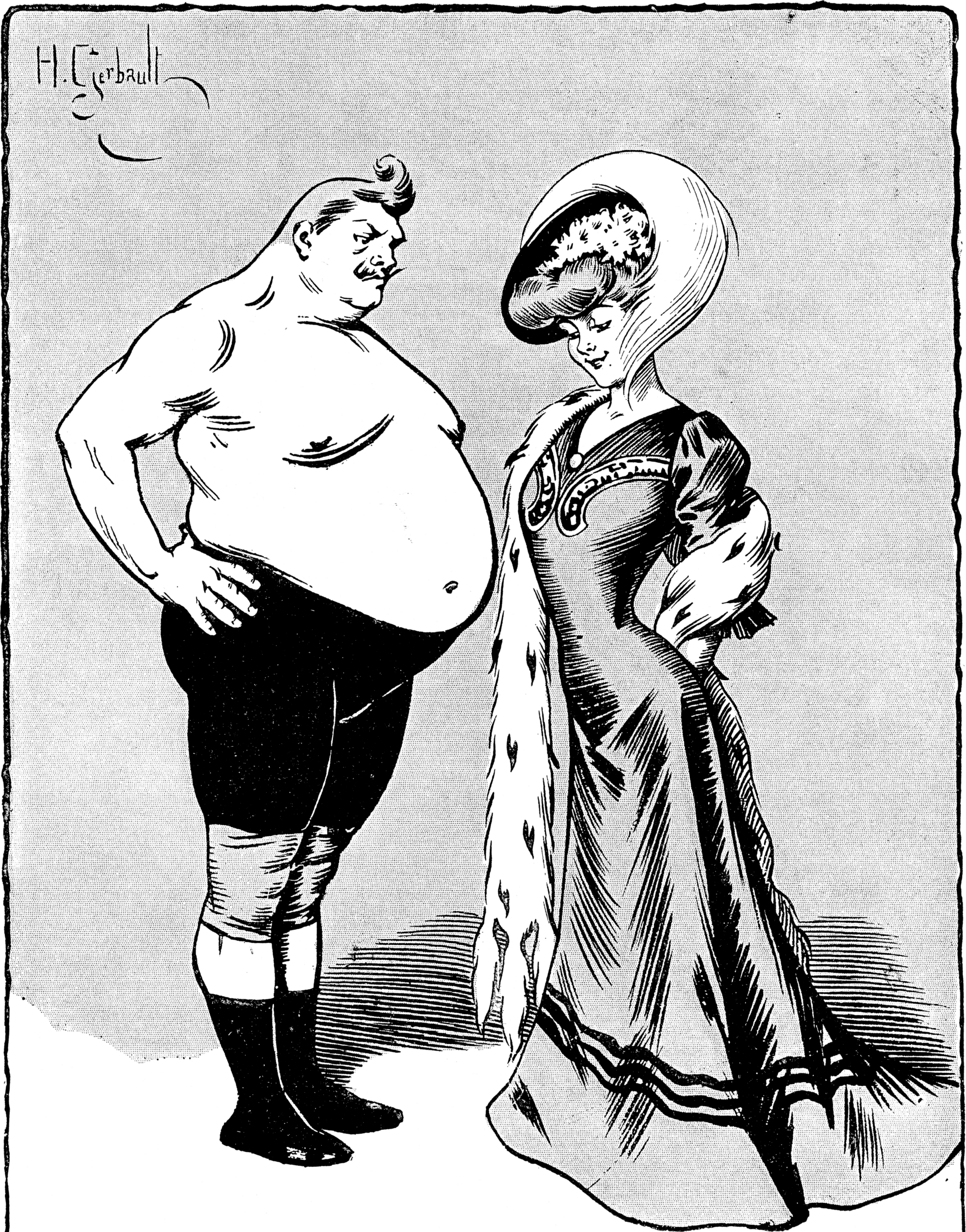